# Hudba lidu Čanki
Hudba lidu Čanki je debutové album brněnské skupiny Čankišou hrající hudbu stylu world music. Vyšlo v roce 2000 ve vydavatelství FT Records.

## Seznam skladeb
Všechny skladby napsal(i) Čankišou, pokud není uvedeno jinak. 
| Pořadí         | Název                        | Autor                                                  | Délka |
| -------------- | ---------------------------- | ------------------------------------------------------ | ----- |
| 1.             | Půst                         |                                                        | 6:56  |
| 2.             | Jeba Ma Miluna               | Čankišou, inspirováno černošským tradicionálem         | 5:29  |
| 3.             | Svatba                       |                                                        | 2:06  |
| 4.             | Tleskání                     |                                                        | 5:12  |
| 5.             | Chlapci se loučí se svobodou |                                                        | 6:28  |
| 6.             | Jidaki                       |                                                        | 5:38  |
| 7.             | Pohřeb /část II./            |                                                        | 2:21  |
| 8.             | Kansanlaulu                  |                                                        | 6:32  |
| 9.             | Sham Sut                     | Čankišou, založeno na skladbě Nusrata Fateha Ali Khana | 6:01  |
| 10.            | Jeba Ma Miluna /radio verze/ |                                                        | 3:08  |
| Celková délka: | Celková délka:               | Celková délka:                                         | 51:00 |

## Obsazení
- Karel Heřman – zpěv
- Zdeněk Kluka – zpěv, bicí, perkuse
- David Synák – didjeridoo, flétny, altsax
- Martin Krajíček – mandolína
- Jan Kluka – djembe, perkuse, bicí
- René Senko – tenorsax
- Roman Mrázek – baskytara